# Richard Blahut
Richard Blahut (* 9. Juni 1937 in Orange, New Jersey) ist ein US-amerikanischer Informatiker, bekannt für Beiträge zur Kodierungstheorie (Fehlerkorrigierende Codes), digitalen Signalverarbeitung und Informationstheorie.
Blahut studierte am Massachusetts Institute of Technology (MIT) mit dem Bachelor-Abschluss 1960, am Stevens Institute of Technology mit dem Master-Abschluss 1964 und wurde 1972 an der Cornell University in Elektrotechnik bei Toby Berger promoviert (An hypothesis testing approach to information theory), an der er ab 1973 auch Vorlesungen hielt. 1964 bis 1980 war er bei IBM. 1994 wurde er Professor an der University of Illinois at Urbana-Champaign.
Er war verschiedentlich Gastprofessor, unter anderem in Princeton 1989. 2005 erhielt er den Claude E. Shannon Award und 1998 die IEEE Alexander Graham Bell Medal für seine Beiträge zur fehlerkorrigierenden Codes, speziell seiner Verbindung von algebraischer Kodierungstheorie mit digitalen Transformationstechniken.
Er ist Fellow des IEEE (1981), der National Academy of Engineering (1990) und der American Association for the Advancement of Science. 1980 wurde er IBM Fellow. Er erhielt die IEEE Third Millenium Medal.

## Schriften
- Algebraic Codes for Data Transmission, Cambridge University Press 2002
- Algebraic Codes on Lines, Planes, and Curves: An Engineering Approach,  Cambridge University Press 2008
- Fast Algorithms for Digital Signal Processing, Addison-Wesley 1985
- Theory of Remote Image Formation, Cambridge University Press 2004